# Kostel svaté Anny (Ustroň)
Kostel svaté Anny (polsky: Kościół św. Anny) je historický římskokatolický dřevěný kostel v Ustroni části Nierodzim, okres Těšín, Slezské vojvodství. Je farním kostelem farnosti svaté Anny v Ustroni Nierodzim děkanát Wisła diecéze bílsko-żywiecká.
Dřevěný kostel je zapsán v seznamu kulturních památek slezského vojvodství pod číslem 160/60 (R/301/50) z 27. února 1960 a A-302/78 z 21. dubna 1978 a je součástí Stezky dřevěné architektury v Slezském vojvodství.

## Historie
Kostel sv. Anny byl postaven v roce 1769 na místě původního kostela, který byl postaven protestanty na konci 16. nebo na začátku 17. století. Kostel od roku 1654 v rámci rekatolizace byl předán k užívání katolíkům. Donátorem nového kostela byl Antoni Goczałkowski majitel Hermanic. V roce 1938 byla postavena věž. Opravy probíhaly v roce 1948, v letech 1965–1966 byl kostel celkově restaurován a další opravy proběhly v letech 1997–1998. V roce 2000 v blízkosti kostela byla postavena zvonice. V roce 2007 byla opravena střecha (výměna šindelů).
V roce 1929 byl kostel zapsán do seznamu památek vojvodským úřadem v Katovicích.
Do roku 1978 byl filiálním kostelem farnosti ve Skočově.

## Architektura
Kostel je jednolodní dřevěná roubená stavba postavena na kamenné podezdívce zakončena polygonálním kněžištěm. Kostel je orientován kněžištěm na západ. Loď je obdélníková s plochým stropem, kněžiště je menší než loď s valeným stropem. Po stranách kněžiště jsou dvě stejné místnosti (nevystupují mimo hmotu kostela, prodlužují půdorys lodi). Z jižní strany je sakristie s emporou, ze severní strany je kaple, která má v patře pokladnici pro uložení cenných a méně užívaných liturgických předmětů. Střecha nad lodí a závěrem je sedlová krytá šindelem. Věž má půdorys čtvercový, je vsazena nad východním průčelím lodi a je má cibulovou střechu zakončenou polygonální lucernou, která má cibulovou báň krytou šindelem ukončenou jehlou s makovicí a křížem. Věž a východní průčelí jsou bedněny deskami, střecha kostela a venkovní stěny jsou kryté šindelem. Kolem kostela jsou otevřené soboty.

## Interiér
Vybavení interiéru je pozdně barokní z 18. a počátku 19. století. Hlavní oltář nad tabernákulem z 19. století nese obraz svaté Anny Samotřetí z roku 1704 a je zdoben sochami Boha Otce, po stranách sv. Josef a sv. Jakub Starší. Na epištolní straně je boční oltář zasvěcen Panně Marii. Na evangelijní je kazatelna pocházející z třetí čtvrtiny 18. století se zdobeným baldachýnem. Na baldachýnu jsou vyobrazení Víry, Naděje a Lásky. Polychromie je rokoková na bílém podkladu. Kaple je využívána o velikonočních svátcích jako Boží hrob, o vánočních pro jesličky.
Hudební kruchtu s varhany podpírají dvě dvojice sloupů. Ve střední části je kruchta předsazená.
Varhany z 18. století byly přestavěny firmou Biernacki v třicátých letech 20. století. V roce 1983 a 1999 byly varhany opravovány.

## Zvonice
U kostela sv. Anny byla v roce 2000 postavena zvonice, kterou projektoval Rafał Rypulak. Konstrukce zvonice je železobetonová krytá dřevěným šindelem, je vysoká 34,5 m. Ve zvonici jsou zavěšeny čtyři zvony ulité ve zvonařské dílně Zbigniewa Felczyńského v Taciszowě.
Zvony (podle hmotnosti, v závorce ladění zvonů): Kristus král o hmotnosti 1200 kg (e), Maria 580 kg (gis), sv. Anna 350kg (h), sv. Jan Pavel II. 150 kg (e). Zvony byly vysvěceny 8. prosince 2000 a druhý den zavěšeny.

## Galerie

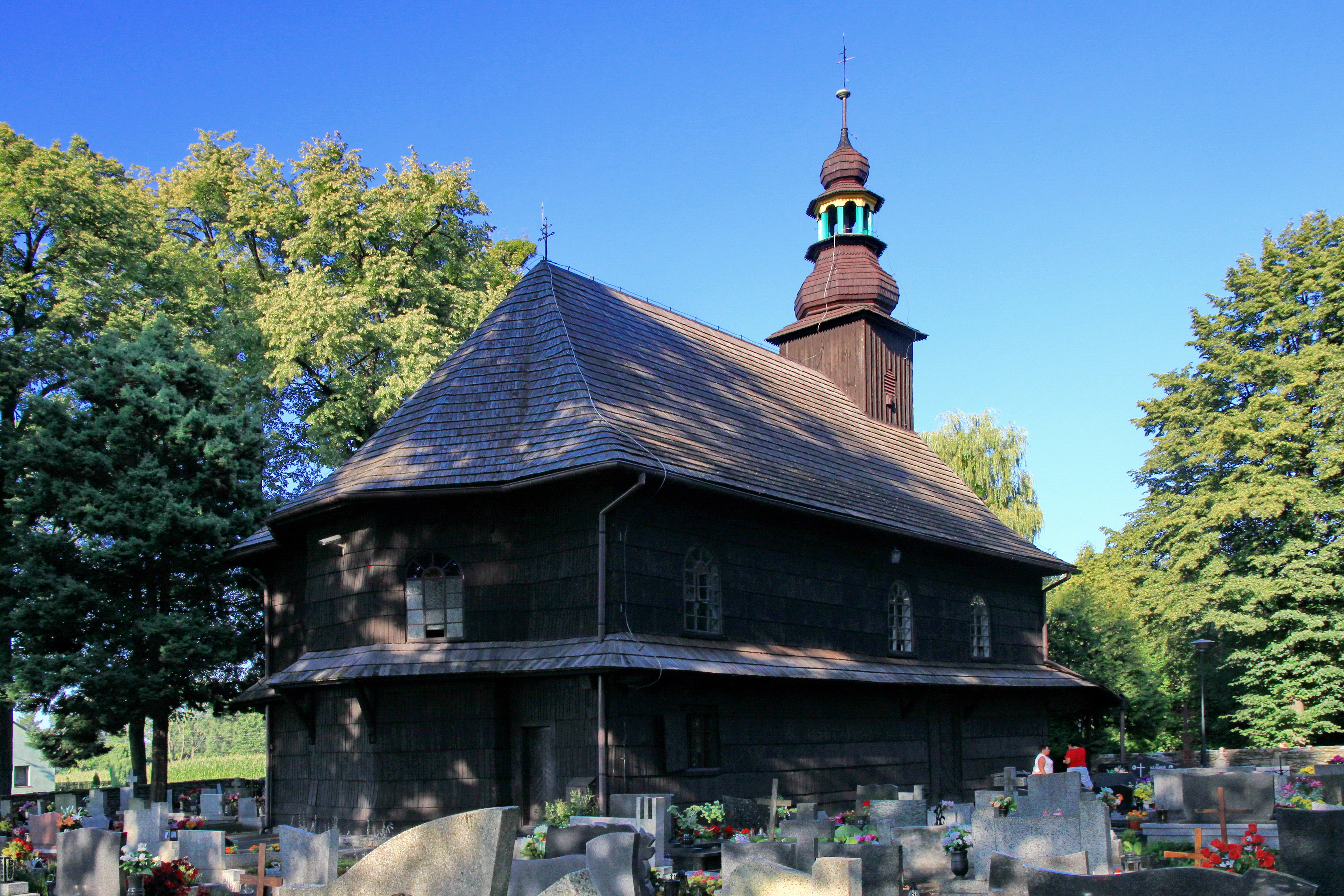
Kostel sv. Anny obtočen nekrytými sobotami
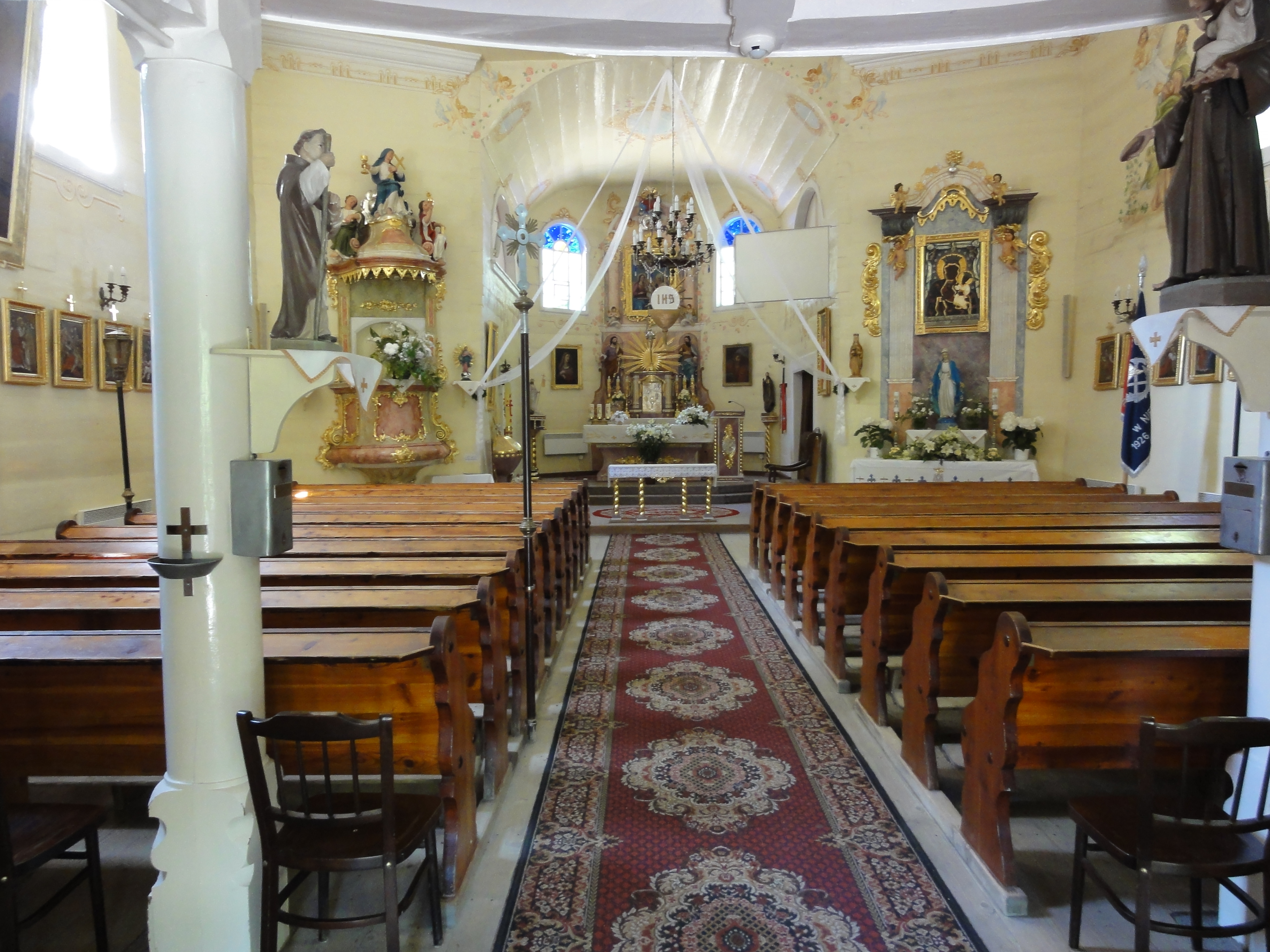
Interiér
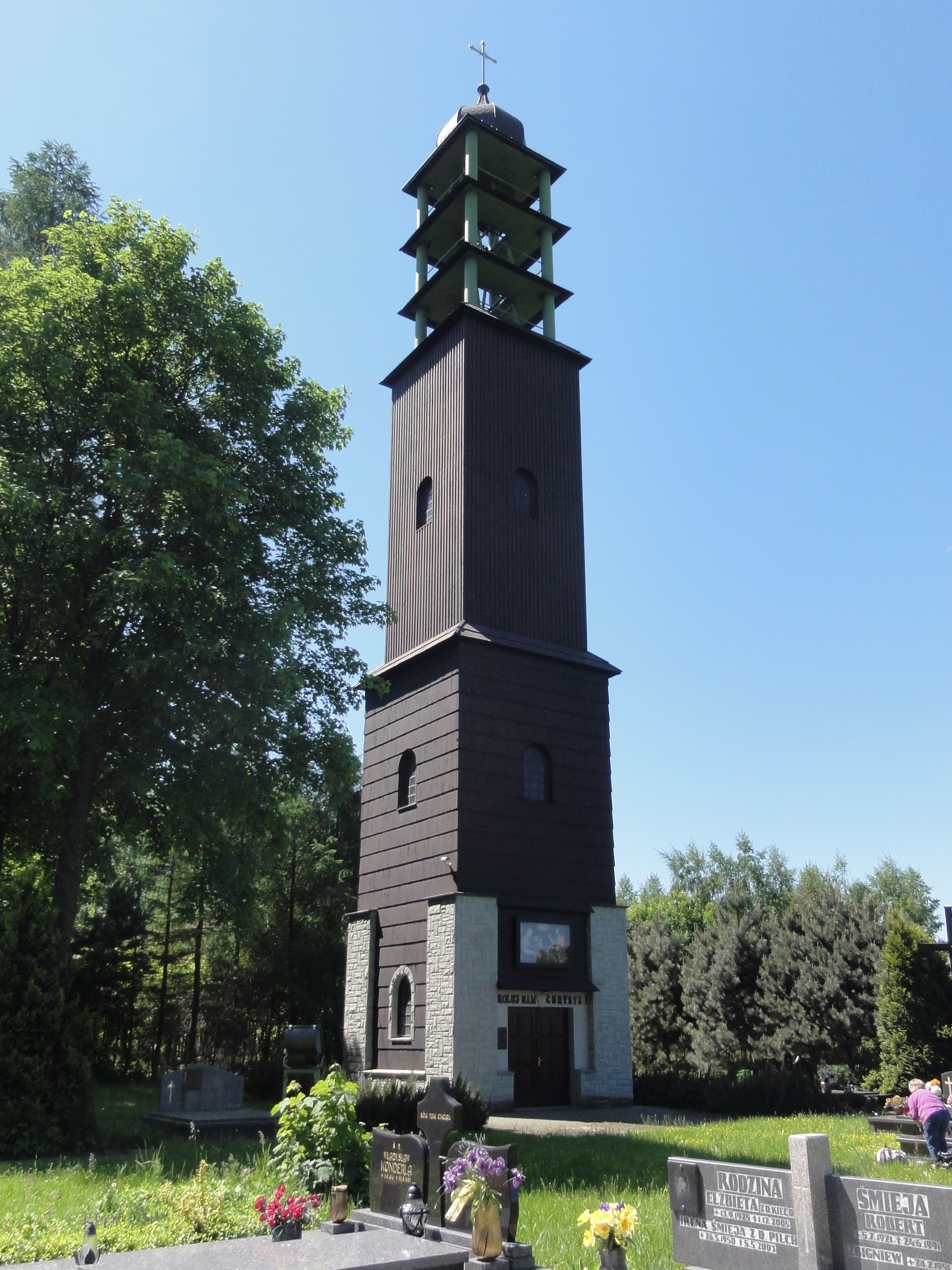
Zvonice z roku 2000
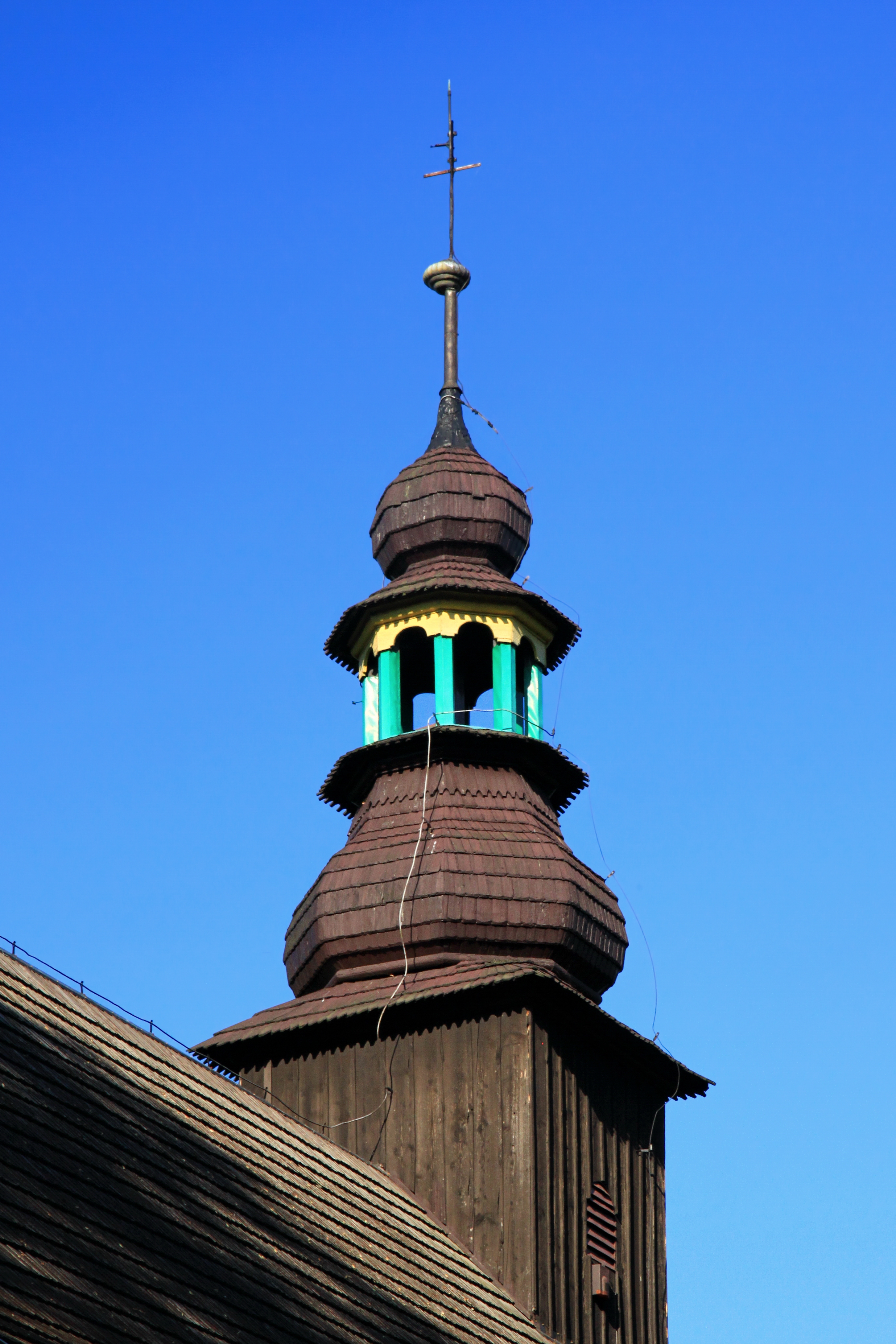
Věž kostela